# Paracles thursbyi
Paracles thursbyi är en fjärilsart som beskrevs av Rothschild 1910. Paracles thursbyi ingår i släktet Paracles och familjen björnspinnare. Inga underarter finns listade i Catalogue of Life.